# Улытауский район
Улытауский район (каз. Ұлытау ауданы) — район в Улытауской области Казахстана.
Административным центром является село Улытау. Район назван в честь одноимённых гор.
Территория района составляет 122,9 тыс. км². Улытауский район является самым большим по территории районом Казахстана, превосходя по площади 6 областей страны.

## История
Образован 28 июня 1927 года как Карсакпайский район Сыр-Дарьинской губернии. В 1928 году отошёл к Кзыл-Ординскому округу. В 1930 году перешёл в прямое подчинение Казахской АССР. В 1932 году отошёл к Южно-Казахстанской области, откуда в 1936 был передан в Карагандинскую область.
В мае 1940 года Карсакпайский район был переименован в Джезказганский район. В январе 1963 года район был упразднён и включён в состав Джездинского района, в марте 1972 года был восстановлен. В марте 1973 года район был передан в Джезказганскую область. В 1974 году район был переименован в Улытауский. В мае 1997 года район был возвращён в Карагандинскую область.
4 мая 2022 года указом президента Казахстана была образована Улытауская область, в состав которой вошёл и Улытауский район.

## Население
На начало 2019 года население района составило 12 822 человека. Национальный состав:
- казахи — 11 972 чел. (93,37 %)
- русские — 650 чел. (5,07 %)
- украинцы — 38 чел. (0,30 %)
- немцы — 30 чел. (0,23 %)
- татары — 50 чел. (0,39 %)
- другие — 82 чел. (0,64 %)
- Всего — 12 822 чел. (100,00 %)

## Административное деление
1. Улытауский сельский округ
2. Алгабасский сельский округ
3. Борсенгирский сельский округ
4. Егиндинский сельский округ
5. Жангильдинский сельский округ
6. Амангельдинский сельский округ
7. Коргасынский сельский округ
8. Коскольский сельский округ
9. Жездинский поселковый округ
10. Актасский поселковый округ
11. Карсакпайский поселковый округ
12. Мибулакский сельский округ
13. Каракенгирский сельский округ
14. Сарысуский сельский округ
15. Терсакканский сельский округ

## Экономика
На территории района имеются месторождения марганца (Жездинское), железа (Карсакпайское), кварцита (Актас), нефти (Кумколь). Сфера энергетики представлена ГТЭС Кумколь, ввод второй очереди которой, несмотря на то, что электростанция территориально находится в Карагандинской области, был включён в карту индустриализации Казахстана по Кызылординской области.

## Достопримечательности
1. Арганатинские каменные фигуры
2. Домбаул
3. Едигейские каменные изваяния
4. Теректы-Аулие
5. Жанайдар археологические памятники эпохи раннего железа.

## Акимы
1. Серик Тлеубаев (~1997)
2. Мухыш Баттал Мухышулы (?—2006)
3. Абдикеров, Рыскали Калиакбарович (май 2006 — ноябрь 2007)
4. Жанбырбай Абжаметович Дарибаев (2007—2010)
5. Абдыгалиулы, Берик (2010)
6. Омаров Ануар Серикбаевич (август 2010 — июнь 2013)
7. Омаров Хамит Нурланович (2013 — 31 марта 2017)
8. Омар Ануəр Серікбайұлы (апрель 2017 — октябрь 2019)
9. Абдыгалиулы, Берик (октябрь 2019 — январь 2021)
10. Медебаев Советбек Турсынович (март 2021 — ?)
11. Сахаваай Құткелді (с 13 февраля 2022).

## Палеогенетика
В одном из золотоордынских погребений XIII—XIV века в междуречье рек Калмаккырган (Белеуитты) и Буланты (бассейн реки Сарысу) в горах Улытау вместе с членами армии хана Джучи в кургане 5 погребального комплекса Карасуыр выявлено присутствие похороненного без оружия европеоида западноевразийского происхождения (образец DA29, ERS2374308, 700 ybp), имеющего Y-хромосомную гаплогруппу R1a1a1b1a2-Z280>R1a1a1b1a2a-Z92 (R-YP575>R-Y83843>R-BY100307) и митохондриальную гаплогруппу I1. У образца DA28 из кургана 1 определена Y-хромосомная гаплогруппа C2b1a3a1a3-Y4541.
Митохондриальную гаплогруппу D4c2b и Y-хромосомную гаплогруппу C2a1a3-F191 определили у образца CKZ001 (1726-1814 cal AD).